# Osvaldo Sosa Cordero
Osvaldo Sosa Cordero (Concepción, 1906-1986) fue una personalidad multifacética de Argentina, considerado como una de las máximas expresiones culturales de la Provincia de Corrientes y uno de los grandes precursores de la música folklórica argentina y en especial de la música litoraleña, aunque también compuso tangos, candombes y milongas. Fue músico, compositor, escritor, periodista, dramaturgo y dibujante. Escribió el libro Romancero Guaraní, donde se encuentra el conocido poema "Corrientes tiene payé". Autor de más de 250 canciones, su tema más famoso es "Anahí", que fue incluido en el repertorio a ser transmitido en las escuelas argentinas en 1943. Otras canciones conocidas de su autoría son "Alma guaraní", "Nendivei" ("contigo", en idioma guaraní), "Naranjerita", "Charol", etc.
Integró el directorio de SADAIC, la Junta de Estudios Históricos de Santiago y la Academia Argentina de Idioma Guaraní, entre otras entidades. En 1985 recibió el Premio Konex reconociéndolo como una de los cinco poetas más importantes de la historia de la música folklórica argentina, junto a Atahualpa Yupanqui, Armando Tejada Gómez, Hamlet Lima Quintana y Félix Luna. 

## Biografía
Nació el 6 de julio de 1906 en Concepción, cabecera del departamento Yaguareté Corá, en la provincia de Corrientes. De niño se radicó en la Ciudad de Buenos Aires.

## Obra

### Canciones
Entre las canciones de música litoraleña: "Anahí", "Alma guaraní", "Nendivei", "Naranjerita", "Camba Cuá", "Litoraleña", "La Chonga", "Yuyito ’e la Sierra", "El Encadenado", "El Caté", "El Milagro", "Juan Payé", "Correntina", "Boquita de miel", etc.
Entre las canciones de música del Gran Buenos Aires (tangos, milongas y candombes):
"De pura cepa", "Charol", "Mozambique", "Yumbambé", "Café"; "Pialando Leguas", "Yo llevo un Tango en el alma", "Santa Paula", "Ahí va el dulce", "Para Corrientes", "Vieja Canzoneta", "Para Corrientes", etc.

### Libros
- Romancero Guaraní, 1962
- Historia de las varietés en Buenos Aires 1900-1925.Bs.As., Corregidor, 1978

### Drama
- La Rival de Greta Garbo, sainete, con Manuel A. Meaños;
- Noches del Paraguay, sainete;
- Pensión panamericana , teatro;
- Voces de la Tierra, espectáculo folklórico;
- Nuestro Taragüí, espectáculo folklórico;
- Yo llevo el tango en el alma, comedia musical;